# Morti il 12 febbraio

## IV secolo(1)
- 303 - Eulalia di Barcellona, santa spagnola (n. 290)

## IX secolo(2)
- 821 - Benedetto d'Aniane, monaco cristiano visigoto
- 890 - Henjō, poeta giapponese (n. 816)

## X secolo(2)
- 901 - Antonio Cauleas, arcivescovo e santo bizantino
- 941 - Wulfelmo, vescovo e arcivescovo anglosassone

## XII secolo(1)
- 1128 - Toghtigin, condottiero e politico turco

## XIII secolo(3)
- 1214 - Teobaldo I di Bar, nobile
- 1218 - Adelaide di Gheldria, nobile tedesca
- 1247 - Ermesinda di Lussemburgo, contessa (n. 1186)

## XIV secolo(2)
- 1378 - Alessio, arcivescovo ortodosso russo
- 1379 - Mainardo Cavalcanti, politico e militare italiano

## XV secolo(5)
- 1409 - Jacopo Dal Verme, condottiero italiano (n. 1350)
- 1425 - Cabrino Fondulo, condottiero italiano (n. 1370)
- 1479 - Eleonora di Navarra, principessa (n. 1425)
- 1486 - Margherita d'Austria, nobile austriaca (n. 1416)
- 1498 - Narbona Dacal

## XVI secolo(17)
- 1517 - Caterina di Navarra, sovrana (n. 1468)
- 1538 - Albrecht Altdorfer, pittore tedesco
- 1554 - Guildford Dudley, nobile inglese (n. 1535)
- 1554 - Jane Grey, regina britannica (n. 1537)
- 1556 - Giovanni Poggio, cardinale e vescovo cattolico italiano (n. 1493)
- 1559 - Ottone Enrico del Palatinato, nobile tedesco (n. 1502)
- 1561 - Antonio Galli, poeta italiano (n. 1510)
- 1570 - Federico Gonzaga, nobile italiano (n. 1528)
- 1571 - Nicholas Throckmorton, politico britannico (n. 1515)
- 1575 - Insun di Joseon, regina coreana (n. 1532)
- 1576 - Giovanni Alberto I di Meclemburgo-Schwerin, duca tedesco (n. 1525)
- 1578 - Caterina d'Asburgo, sovrana (n. 1507)
- 1579 - Laurentius Petri Gothus, arcivescovo luterano svedese
- 1584 - Thomas Hemerford, presbitero inglese (n. 1554)
- 1588 - Joachim I von Alvensleben, politico tedesco (n. 1514)
- 1590 - François Hotman, giurista francese (n. 1524)
- 1598 - Lucrezia d'Este, nobile italiana (n. 1535)

## XVII secolo(24)
- 1612 - Cristoforo Clavio, gesuita, matematico e astronomo tedesco (n. 1538)
- 1612 - Jodocus Hondt, incisore, cartografo e editore fiammingo (n. 1563)
- 1619 - Pierre de Larivey, scrittore, drammaturgo e traduttore francese (n. 1541)
- 1621 - Ladislao d'Aquino, cardinale, vescovo cattolico e letterato italiano (n. 1546)
- 1624 - George Heriot, orafo e filantropo scozzese (n. 1563)
- 1627 - Carlo I del Liechtenstein, principe austriaco (n. 1569)
- 1630 - Fynes Moryson, esploratore e scrittore inglese (n. 1566)
- 1630 - Gabriel Trejo y Paniagua, cardinale e arcivescovo cattolico spagnolo (n. 1562)
- 1640 - William Alexander, I conte di Stirling, scrittore scozzese
- 1649 - Giovanni Antonio I di Eggenberg, nobile, politico e diplomatico austriaco (n. 1610)
- 1649 - Lucida Mansi, nobildonna italiana
- 1649 - Agostino Spinola, cardinale e arcivescovo cattolico italiano (n. 1597)
- 1651 - Johann Jacob Pock, architetto e scultore tedesco (n. 1604)
- 1654 - Luca da Reggio, pittore italiano (n. 1605)
- 1659 - Maddalena Sibilla di Hohenzollern, nobildonna (n. 1586)
- 1665 - Wolfgang Ebner, compositore e organista tedesco (n. 1612)
- 1666 - Armando di Borbone-Conti, nobile francese (n. 1629)
- 1666 - Mildmay Fane, II conte di Westmorland, politico inglese (n. 1602)
- 1671 - Maria Domitilla Galluzzi, religiosa e mistica italiana (n. 1595)
- 1673 - Johann Philipp von Schönborn, arcivescovo cattolico tedesco (n. 1605)
- 1684 - Pietro Andrea Ziani, compositore e organista italiano (n. 1616)
- 1689 - Maria Luisa di Borbone-Orléans, principessa francese (n. 1662)
- 1697 - François de Montlezun, nobile e militare francese
- 1700 - Aleksej Semënovič Šein, generale russo (n. 1662)

## XVIII secolo(27)
- 1712 - Maria Adelaide di Savoia, principessa (n. 1685)
- 1713 - Michele Antonio Vibò, arcivescovo cattolico italiano (n. 1630)
- 1719 - Adam Ludwig Lewenhaupt, generale svedese (n. 1659)
- 1728 - Agostino Steffani, vescovo cattolico e compositore italiano (n. 1654)
- 1730 - Luca Carlevarijs, pittore italiano (n. 1663)
- 1733 - Yaaqoub Boutros Awwad, patriarca cattolico libanese
- 1738 - James Sherard, farmacista, botanico e musicista britannico (n. 1666)
- 1743 - Francis Howard, I conte di Effingham, nobile e militare inglese (n. 1683)
- 1755 - Pietro Trinchera, librettista italiano (n. 1707)
- 1756 - Semaan Boutros Awwad, patriarca cattolico libanese (n. 1683)
- 1756 - Mario Bolognetti, cardinale italiano (n. 1691)
- 1759 - Muhammad I al-Rashid, tunisino (n. 1710)
- 1763 - Gottfried Heinrich Bach, compositore tedesco (n. 1724)
- 1763 - Benedetto Feroggio, architetto italiano (n. 1718)
- 1763 - Pierre de Marivaux, drammaturgo e scrittore francese (n. 1688)
- 1767 - Quinault-Dufresne, attore teatrale francese (n. 1693)
- 1769 - Francesco Piazza, vescovo cattolico italiano (n. 1707)
- 1770 - Giovanni Angelo Anzani, vescovo cattolico italiano (n. 1701)
- 1771 - Adolfo Federico di Svezia, sovrano (n. 1710)
- 1773 - Lilia Maria del Santissimo Crocifisso, religiosa e insegnante italiana (n. 1689)
- 1781 - John Hope, II conte di Hopetoun, nobile scozzese (n. 1704)
- 1789 - Ethan Allen, generale statunitense (n. 1738)
- 1794 - Mahadaji Sindhia, politico indiano (n. 1730)
- 1797 - Pierre-François Basan, incisore, mercante d'arte e editore francese (n. 1723)
- 1798 - Stanislao II Augusto Poniatowski, re (n. 1732)
- 1799 - Vincenzo Balbiano, politico e militare italiano (n. 1729)
- 1799 - František Xaver Dušek, compositore e musicista ceco (n. 1731)

## XIX secolo(72)
- 1801 - Jean d'Arcet, chimico francese (n. 1724)
- 1804 - Immanuel Kant, filosofo tedesco (n. 1724)
- 1807 - David Roentgen, ebanista tedesco (n. 1743)
- 1815 - Étienne Marie Antoine Champion de Nansouty, generale francese (n. 1768)
- 1816 - Carlo Bartolomeo Richelmi di Bovile, generale italiano (n. 1756)
- 1820 - Karl Fëdorovič von Knorring, generale russo (n. 1746)
- 1821 - Francisco de Borja Álvarez de Toledo, duca (n. 1763)
- 1828 - Clemens August Theodor Josef von Nagel zur Loburg, militare, diplomatico e nobile tedesco (n. 1748)
- 1828 - Victor dell'Aveyron, francese
- 1834 - Friedrich Schleiermacher, filosofo e teologo tedesco (n. 1768)
- 1835 - Friedrich Wilhelm Ehrenfried Rost, teologo e filologo classico tedesco (n. 1768)
- 1837 - François Barbé-Marbois, politico francese (n. 1745)
- 1837 - Karl Ludwig Börne, scrittore tedesco (n. 1786)
- 1837 - Grigorij Ivanovič Gagarin, nobile, diplomatico e poeta russo (n. 1782)
- 1839 - Teresa di Meclemburgo-Strelitz, nobile tedesca (n. 1773)
- 1841 - Astley Cooper, chirurgo e anatomista inglese (n. 1768)
- 1842 - Aimé Guillon, abate, letterato e bibliotecario francese (n. 1758)
- 1850 - Francesco Ferrara, presbitero e scienziato italiano (n. 1767)
- 1850 - Eduard Philipp Körber, religioso, storico e numismatico estone (n. 1770)
- 1854 - Teresa Bertinotti-Radicati, soprano italiano (n. 1776)
- 1855 - Camillo Ugoni, letterato e patriota italiano (n. 1784)
- 1856 - William Bagot, II barone Bagot, nobile inglese (n. 1773)
- 1856 - Giuseppe Donizetti, compositore italiano (n. 1788)
- 1857 - Aleksandr Ivanovič Osterman-Tolstoj, ufficiale russo (n. 1772)
- 1858 - Ludovico Gazzoli, cardinale italiano (n. 1774)
- 1858 - Federico Millet d'Arvillars, generale e politico italiano (n. 1788)
- 1860 - Johann Georg Christian Lehmann, botanico tedesco (n. 1792)
- 1860 - William Francis Patrick Napier, generale e storico britannico (n. 1785)
- 1863 - Jane Pierce, first lady statunitense (n. 1806)
- 1864 - Friedrich Wilhelm Arnold, editore musicale e compositore tedesco (n. 1810)
- 1864 - Al-Ḥāǧǧ ʽUmar, politico e militare senegalese
- 1865 - Algernon Percy, IV duca di Northumberland, ammiraglio inglese (n. 1792)
- 1866 - Louis Madeleine Edouard Dupin de Saint-Andrè, militare francese (n. 1814)
- 1866 - Friedrich Philipp Ritterich, oculista tedesco (n. 1782)
- 1868 - Carlo II d'Assia-Philippsthal, nobile (n. 1803)
- 1868 - Celestino Galli, filosofo e scrittore italiano (n. 1803)
- 1869 - Fu'ad Pascià, politico ottomano (n. 1815)
- 1870 - Jacob de Kempenaer, politico olandese (n. 1793)
- 1871 - Alice Cary, poetessa statunitense (n. 1820)
- 1872 - Efisio Cugia, generale e politico italiano (n. 1818)
- 1873 - Teriimaevarua II, regina (n. 1841)
- 1874 - Francis Pettit Smith, inventore britannico (n. 1808)
- 1875 - Bartolomeo Legat, vescovo cattolico sloveno (n. 1807)
- 1877 - Brigida Fava Ghisilieri, politica italiana (n. 1802)
- 1878 - Alexander Duff, missionario scozzese (n. 1806)
- 1878 - Paolo Taverna, filantropo e mecenate italiano (n. 1804)
- 1879 - Luigi Bompani, chirurgo e naturalista italiano (n. 1814)
- 1880 - Karl von Holtei, drammaturgo tedesco (n. 1798)
- 1882 - Céline Céleste, attrice teatrale e ballerina francese (n. 1815)
- 1882 - Francesco Hayez, pittore italiano (n. 1791)
- 1883 - Tommaso Pendola, prete e educatore italiano (n. 1800)
- 1884 - Aaron Bernstein, giornalista tedesco (n. 1812)
- 1885 - Štefan Závodník, presbitero, linguista e patriota slovacco (n. 1813)
- 1886 - Randolph Caldecott, illustratore britannico (n. 1846)
- 1886 - Catherine Herbert, nobildonna inglese (n. 1814)
- 1886 - Jules Jamin, fisico francese (n. 1818)
- 1886 - Tiberio Sergardi, patriota e politico italiano (n. 1816)
- 1886 - Horatio Seymour, politico statunitense (n. 1810)
- 1887 - Isabella Valency Crawford, poetessa canadese (n. 1850)
- 1889 - John Call Dalton, fisiologo statunitense (n. 1825)
- 1889 - Cesare Guasti, scrittore e filologo italiano (n. 1822)
- 1889 - Manuel Villacampa del Castillo, generale spagnolo (n. 1827)
- 1894 - Hans von Bülow, direttore d'orchestra, pianista e compositore tedesco (n. 1830)
- 1894 - Casimiro Sperino, politico italiano (n. 1812)
- 1895 - Vilém Dušan Lambl, medico ceco (n. 1824)
- 1895 - Ding Ruchang, ammiraglio e generale cinese (n. 1836)
- 1896 - Louis-Auguste Boileau, architetto francese (n. 1812)
- 1896 - Sarah Brown, modella francese (n. 1869)
- 1896 - Ambroise Thomas, compositore francese (n. 1811)
- 1898 - Miklós Barabás, pittore ungherese (n. 1810)
- 1899 - Adile Sultan, principessa ottomana (n. 1826)
- 1900 - Paolo Onorato Vigliani, magistrato e politico italiano (n. 1814)

## XX secolo(253)
- 1902 - Frederick Hamilton-Temple-Blackwood, politico, diplomatico e scrittore britannico (n. 1826)
- 1903 - Michele Crisafulli Trimarchi, medico italiano (n. 1826)
- 1903 - José Palma, poeta filippino (n. 1876)
- 1904 - Enrico Carfagnini, arcivescovo cattolico italiano (n. 1823)
- 1905 - Pietro Bonanno, politico italiano (n. 1863)
- 1905 - Edward Dannreuther, pianista e musicologo tedesco (n. 1844)
- 1905 - Kristo Negovani, religioso e scrittore albanese (n. 1875)
- 1907 - Muriel Robb, tennista britannica (n. 1878)
- 1908 - Arpiar Arpiaryan, scrittore e giornalista armeno (n. 1851)
- 1908 - Stanislao Lista, scultore italiano (n. 1824)
- 1909 - Donato Ragosa, patriota italiano (n. 1856)
- 1910 - Jules Guérin, giornalista francese (n. 1860)
- 1910 - Moshe Leib Lilienblum, letterato e scrittore russo (n. 1843)
- 1910 - Philippe Thomas, veterinario e geologo francese (n. 1843)
- 1911 - Francesco De Seta, prefetto e politico italiano (n. 1843)
- 1911 - Émile-Louis Foubert, pittore francese (n. 1848)
- 1912 - Gerhard Armauer Hansen, dermatologo norvegese (n. 1841)
- 1912 - Hippolyte Langlois, generale francese (n. 1839)
- 1915 - Émile Waldteufel, compositore e direttore d'orchestra francese (n. 1837)
- 1915 - Fanny Crosby, poetessa, compositrice e missionaria statunitense (n. 1820)
- 1916 - Guglielmo Calderini, architetto italiano (n. 1837)
- 1916 - Richard Dedekind, matematico tedesco (n. 1831)
- 1916 - Pietro Grocco, medico e politico italiano (n. 1856)
- 1916 - Lodovico Nabruzzi, anarchico e giornalista italiano (n. 1846)
- 1916 - Oskar Zwintscher, pittore e illustratore tedesco (n. 1870)
- 1917 - José Denis Belgrano, pittore spagnolo (n. 1844)
- 1917 - Eugenio Olivari, pittore italiano (n. 1882)
- 1917 - Giovanni Sottocornola, pittore e restauratore italiano (n. 1855)
- 1918 - Bruto Bruti, generale italiano (n. 1835)
- 1919 - Harold Gilman, pittore inglese (n. 1876)
- 1919 - José Grases Riera, architetto spagnolo (n. 1850)
- 1920 - Adolf Frey, storico della letteratura e poeta svizzero (n. 1855)
- 1920 - Émile Sauret, violinista e compositore francese (n. 1852)
- 1921 - Angelo Badini, calciatore argentino (n. 1894)
- 1924 - Ol'ha Basarab, attivista e politica ucraina (n. 1889)
- 1924 - Ernest Joy, attore statunitense (n. 1878)
- 1925 - Cyril Genik, politico ucraino (n. 1857)
- 1926 - Vettor Giusti del Giardino, politico e nobile italiano (n. 1855)
- 1926 - René Worms, sociologo francese (n. 1869)
- 1928 - Manfred von Clary und Aldringen, politico e nobile austriaco (n. 1852)
- 1929 - Rafael Barradas, pittore uruguaiano (n. 1890)
- 1929 - Siegfried von Clary und Aldringen, diplomatico e nobile austriaco (n. 1848)
- 1929 - Casson Ferguson, attore statunitense (n. 1891)
- 1929 - Lillie Langtry, attrice britannica (n. 1853)
- 1930 - Eva Dell'Acqua, compositrice e cantante italiana (n. 1856)
- 1930 - Gregor von Bochmann, pittore tedesco (n. 1850)
- 1931 - Carlo Parisi, magistrato, giurista e poeta italiano (n. 1883)
- 1931 - Raniero Paulucci di Calboli, diplomatico e politico italiano (n. 1861)
- 1932 - Charles Le Goffic, poeta, romanziere e critico letterario francese (n. 1863)
- 1933 - Henri Duparc, compositore francese (n. 1848)
- 1933 - William Robertson, militare britannico (n. 1860)
- 1934 - Gino Baldesi, politico e sindacalista italiano (n. 1879)
- 1934 - Emil Dürr, storico svizzero (n. 1883)
- 1934 - Heinrich Lenczewsky, calciatore e allenatore di calcio austriaco (n. 1882)
- 1935 - Damaso Bianchi, artista italiano (n. 1861)
- 1935 - Auguste Escoffier, cuoco francese (n. 1846)
- 1936 - Camillo Barany Hindard, militare italiano (n. 1889)
- 1937 - Christopher Caudwell, attivista, scrittore e poeta inglese (n. 1907)
- 1938 - Paolo Troubetzkoy, scultore e pittore italiano (n. 1866)
- 1939 - Mariano Cittadini, politico italiano (n. 1873)
- 1939 - George Harrison, calciatore inglese (n. 1892)
- 1939 - Angelo Rossini, pittore e incisore italiano (n. 1871)
- 1940 - Agatino Amantia, economista e editore italiano (n. 1890)
- 1940 - Ivan Ivanovič Gorbunov-Posadov, poeta, editore e pedagogista russo (n. 1864)
- 1940 - Hermann Kantorowicz, giurista tedesco (n. 1877)
- 1940 - Philip Tomalin, crickettista e dirigente sportivo francese (n. 1856)
- 1941 - Wilhelm Carstens, canottiere tedesco (n. 1869)
- 1941 - William Rice, canottiere canadese (n. 1881)
- 1941 - William Barlum Thompson, politico statunitense (n. 1860)
- 1941 - Charles Francis Annesley Voysey, architetto britannico (n. 1857)
- 1942 - Eugene Esmonde, militare e aviatore inglese (n. 1909)
- 1942 - John Alexander French, militare australiano (n. 1914)
- 1942 - Avraham Stern, militare e poeta israeliano (n. 1907)
- 1942 - Grant Wood, pittore statunitense (n. 1891)
- 1943 - Herbert Gollnow, diplomatico tedesco (n. 1911)
- 1943 - Claude Jameson, calciatore statunitense (n. 1886)
- 1943 - Pietro Padovani, militare e aviatore italiano (n. 1906)
- 1944 - John Saint-Helier Lander, pittore inglese (n. 1868)
- 1944 - Margaret Woodrow Wilson, statunitense (n. 1886)
- 1944 - Maria Teresa di Braganza, nobile (n. 1855)
- 1945 - Evgen Betetto, calciatore, scrittore e partigiano sloveno (n. 1895)
- 1945 - Bruno Lichene, partigiano italiano (n. 1925)
- 1945 - Guido Pasolini, partigiano italiano (n. 1925)
- 1945 - Walraven van Hall, banchiere e partigiano olandese (n. 1906)
- 1946 - Adolf Lorenz, chirurgo austriaco (n. 1854)
- 1946 - Heinrich Wittkopf, generale tedesco (n. 1892)
- 1946 - Erwein di Thun e Hohenstein, militare austriaco (n. 1896)
- 1947 - Palmerio Delitala, avvocato, politico e antifascista italiano (n. 1876)
- 1947 - Moses Gomberg, chimico statunitense (n. 1866)
- 1947 - Kurt Lewin, psicologo tedesco (n. 1890)
- 1947 - Auguste Stephane, ciclista su strada e pistard francese (n. 1863)
- 1947 - Sidney Toler, attore, baritono e drammaturgo statunitense (n. 1874)
- 1947 - Tito Trocchi, arcivescovo cattolico italiano (n. 1864)
- 1948 - Theodor Caspari, poeta e critico letterario norvegese (n. 1853)
- 1949 - Nella Giacomelli, anarchica e giornalista italiana (n. 1873)
- 1949 - Battling Levinsky, pugile statunitense (n. 1891)
- 1949 - Hasan al-Banna, politico e religioso egiziano (n. 1906)
- 1950 - Dirk Coster, fisico e chimico olandese (n. 1889)
- 1950 - Karl Szoldatics, calciatore austriaco (n. 1906)
- 1951 - Choudhary Rahmat Ali, politico pakistano (n. 1897)
- 1951 - Claës-Axel Wersäll, ginnasta svedese (n. 1888)
- 1953 - Carl Froelich, regista, direttore della fotografia e produttore cinematografico tedesco (n. 1875)
- 1954 - Luigi Bonelli, scrittore e sceneggiatore italiano (n. 1892)
- 1954 - Emilio Settimelli, scrittore italiano (n. 1891)
- 1954 - Dziga Vertov, regista e sceneggiatore sovietico (n. 1896)
- 1955 - Ersilio Michel, storico italiano (n. 1878)
- 1955 - Tom Moore, attore e regista irlandese (n. 1883)
- 1955 - S.Z. Sakall, attore ungherese (n. 1883)
- 1956 - Rodolfo Benini, statistico italiano (n. 1862)
- 1956 - Moritz Heidegger, bobbista liechtensteinese (n. 1932)
- 1957 - Concetto Marchesi, politico e latinista italiano (n. 1878)
- 1958 - Marcel Cachin, politico francese (n. 1869)
- 1958 - Douglas Hartree, matematico e fisico inglese (n. 1897)
- 1959 - George Antheil, compositore, pianista e scrittore statunitense (n. 1900)
- 1960 - Oskar Anderson, statistico tedesco (n. 1887)
- 1960 - Bobby Clark, attore statunitense (n. 1888)
- 1960 - Henri De Deken, calciatore belga (n. 1907)
- 1960 - Pericle Ferretti, ingegnere italiano (n. 1888)
- 1960 - Roelof Klein, canottiere olandese (n. 1877)
- 1961 - John Skrataas, ginnasta norvegese (n. 1890)
- 1961 - Richmond Turner, ammiraglio statunitense (n. 1885)
- 1962 - Zenobio Lorenzo Guilland, arcivescovo cattolico argentino (n. 1890)
- 1962 - Carlo Moreno, cantante e compositore italiano (n. 1907)
- 1963 - Giuseppe Guarino, ballerino, regista e sceneggiatore italiano (n. 1885)
- 1963 - Woldemar Hägglund, generale finlandese (n. 1893)
- 1964 - Raffaele Ciferri, botanico e micologo italiano (n. 1897)
- 1964 - Ugo D'Orsi, animatore italiano (n. 1897)
- 1964 - Gerald Gardner, scrittore, saggista e esoterista britannico (n. 1884)
- 1965 - Henry Kulky, attore statunitense (n. 1911)
- 1965 - Waldemar Steffen, altista, lunghista e triplista tedesco (n. 1872)
- 1966 - Giana Anguissola, scrittrice e pubblicista italiana (n. 1906)
- 1966 - Wilhelm Röpke, economista tedesco (n. 1899)
- 1966 - Josef Schümmelfelder, calciatore tedesco (n. 1891)
- 1966 - Elio Vittorini, scrittore, traduttore e critico letterario italiano (n. 1908)
- 1967 - Giovanni Mion, calciatore italiano (n. 1903)
- 1967 - Muggsy Spanier, trombettista statunitense (n. 1901)
- 1968 - Maria Caspar-Filser, pittrice tedesca (n. 1878)
- 1968 - Irena Kamecka, cestista polacca (n. 1915)
- 1968 - Miguel Murillo, calciatore boliviano (n. 1898)
- 1969 - Arthur Johnson Eames, botanico statunitense (n. 1881)
- 1970 - Johann Hoffmann, calciatore austriaco (n. 1908)
- 1970 - Andrea Mongelli, basso italiano (n. 1901)
- 1970 - Luigi Pepe Diaz, pittore e scultore italiano (n. 1909)
- 1970 - André Souris, musicista belga (n. 1899)
- 1971 - Ella Cara Deloria, educatrice, antropologa e etnografa statunitense (n. 1889)
- 1971 - Vittorio Santoli, germanista, filologo e critico letterario italiano (n. 1901)
- 1971 - Kazimierz Szempliński, schermidore polacco (n. 1899)
- 1972 - Amedeo Girard, attore italiano (n. 1893)
- 1972 - Italo Calvari, pittore, attore e regista teatrale italiano (n. 1906)
- 1973 - Benjamin Frankel, compositore britannico (n. 1906)
- 1973 - Umberto Zanolini, ginnasta italiano (n. 1887)
- 1974 - Carlo Dragone, presbitero e scrittore italiano (n. 1911)
- 1974 - Gladys Feldman, attrice e ballerina statunitense (n. 1886)
- 1974 - Marta Minerbi Ottolenghi, docente e scrittrice italiana (n. 1895)
- 1975 - Giovanni Brancaccio, pittore, incisore e scultore italiano (n. 1903)
- 1975 - Per-Erik Hedlund, fondista svedese (n. 1897)
- 1975 - Bernard Knowles, direttore della fotografia, regista e sceneggiatore britannico (n. 1900)
- 1975 - Géo Koger, paroliere francese (n. 1894)
- 1975 - Carl Lutz, diplomatico svizzero (n. 1895)
- 1975 - Carlo Romanatti, ciclista su strada italiano (n. 1910)
- 1975 - Hans Ziglarski, pugile tedesco (n. 1905)
- 1976 - Luigi Bagnolati, politico italiano (n. 1892)
- 1976 - Nello Boscagli, partigiano e politico italiano (n. 1905)
- 1976 - Sal Mineo, attore, cantante e regista teatrale statunitense (n. 1939)
- 1976 - Proinsias Stagg, attivista irlandese (n. 1942)
- 1977 - Gerry Davey, hockeista su ghiaccio e allenatore di hockey su ghiaccio britannico (n. 1914)
- 1977 - Herman Dooyeweerd, filosofo olandese (n. 1894)
- 1977 - Stanislas Idzikowski, ballerino polacco (n. 1894)
- 1977 - Duilio Rallo, calciatore e allenatore di calcio italiano (n. 1916)
- 1978 - Sanna av Skarði, educatrice e insegnante faroese (n. 1876)
- 1979 - Lee Lin-Chiu, cantautore taiwanese (n. 1909)
- 1979 - Jean Renoir, regista, sceneggiatore e scrittore francese (n. 1894)
- 1980 - Vittorio Bachelet, giurista e politico italiano (n. 1926)
- 1980 - Einar Hille, matematico statunitense (n. 1894)
- 1980 - Anatolij Isakovič Lur'ie, ingegnere sovietico (n. 1901)
- 1980 - Muriel Rukeyser, poetessa, scrittrice e biografa statunitense (n. 1913)
- 1980 - Jørgen Stubberud, esploratore norvegese (n. 1883)
- 1981 - Andreas Alföldi, storico, numismatico e epigrafista ungherese (n. 1895)
- 1981 - Lev Atamanov, regista sovietico (n. 1905)
- 1981 - Jean Dixon, attrice statunitense (n. 1896)
- 1981 - Bruce Fraser, I barone Fraser di Capo Nord, ammiraglio britannico (n. 1888)
- 1981 - Oliver Trinder, schermidore britannico (n. 1907)
- 1982 - Victor Jory, attore canadese (n. 1902)
- 1983 - Italo Acconcia, allenatore di calcio e calciatore italiano (n. 1925)
- 1983 - Eubie Blake, pianista e compositore statunitense (n. 1883)
- 1983 - Jan Klaassens, calciatore olandese (n. 1931)
- 1983 - Isabella d'Orléans, nobile francese (n. 1900)
- 1984 - Anna Anderson, polacca (n. 1896)
- 1984 - Julio Cortázar, scrittore, poeta e critico letterario argentino (n. 1914)
- 1984 - Muzi Epifani, giornalista, poetessa e scrittrice italiana (n. 1935)
- 1984 - Elmer Keith, inventore e scrittore statunitense (n. 1899)
- 1984 - Lyman Young, fumettista statunitense (n. 1893)
- 1985 - Nicholas Colasanto, attore e regista statunitense (n. 1924)
- 1985 - Georges Gautschi, pattinatore artistico su ghiaccio svizzero (n. 1904)
- 1985 - Paolo Pili, politico italiano (n. 1891)
- 1985 - Jerzy Skolimowski, canottiere e architetto polacco (n. 1907)
- 1987 - Gutierrez Michele Spadafora, politico italiano (n. 1903)
- 1987 - Lang Jeffries, attore canadese (n. 1930)
- 1987 - Shōzō Makino, nuotatore giapponese (n. 1915)
- 1987 - Ted Osborne, attore statunitense (n. 1905)
- 1987 - Dennis Poore, pilota automobilistico britannico (n. 1916)
- 1987 - Raymond Vouel, giornalista e politico lussemburghese (n. 1923)
- 1988 - Bernard Lippmann, fisico statunitense (n. 1914)
- 1989 - Thomas Bernhard, scrittore, drammaturgo e poeta austriaco (n. 1931)
- 1989 - Maurice Cann, pilota motociclistico britannico (n. 1911)
- 1989 - Attilio Dottesio, attore italiano (n. 1909)
- 1989 - Pat Finucane, avvocato irlandese (n. 1949)
- 1990 - Werther Cacciatori, militare e partigiano italiano (n. 1912)
- 1990 - Dino Falconi, scrittore e regista italiano (n. 1902)
- 1990 - Lodovico Montini, politico italiano (n. 1896)
- 1991 - Francesco Inverni, pittore e artista italiano (n. 1935)
- 1991 - Eugène Kuborn, nuotatore e pallanuotista lussemburghese (n. 1902)
- 1991 - Kari Lahti, cestista finlandese (n. 1946)
- 1991 - Roger Patterson, bassista statunitense (n. 1968)
- 1991 - Robert F. Wagner, jr., politico statunitense (n. 1910)
- 1992 - Fortunato Arena, carabiniere italiano (n. 1969)
- 1992 - Carlo Azzali, calciatore e allenatore di calcio italiano (n. 1936)
- 1992 - Bep van Klaveren, pugile olandese (n. 1907)
- 1992 - Yehuda D. Nevo, archeologo israeliano (n. 1932)
- 1992 - Gaetano Peretti, filosofo, attivista e politico italiano (n. 1924)
- 1992 - Claudio Pezzuto, carabiniere italiano (n. 1963)
- 1992 - Stella Roman, soprano rumeno (n. 1904)
- 1993 - Luigi D'Amato, giornalista e politico italiano (n. 1924)
- 1994 - Enzo Capalozza, avvocato, politico e costituzionalista italiano (n. 1908)
- 1994 - Ray Dandridge, giocatore di baseball statunitense (n. 1913)
- 1994 - Jacques Delachet, calciatore francese (n. 1921)
- 1994 - Rafael Durán, attore spagnolo (n. 1911)
- 1994 - Donald Judd, artista statunitense (n. 1928)
- 1995 - Giovanni Artieri, giornalista, saggista e politico italiano (n. 1904)
- 1995 - Luigi Arzuffi, pittore e scultore italiano (n. 1931)
- 1995 - Nat Holman, cestista e allenatore di pallacanestro statunitense (n. 1896)
- 1995 - Michael Lupo, serial killer italiano (n. 1953)
- 1996 - Andrea Barbato, giornalista, scrittore e politico italiano (n. 1934)
- 1996 - Gina Falckenberg, attrice, scrittrice e sceneggiatrice tedesca (n. 1907)
- 1996 - Bob Shaw, autore di fantascienza britannico (n. 1931)
- 1996 - Ryōtarō Shiba, scrittore giapponese (n. 1923)
- 1997 - Wilhelm Theodor Elwert, filologo e metricista tedesco (n. 1906)
- 1997 - Federico Pisani, calciatore italiano (n. 1974)
- 1998 - Hugh Gardner Ackley, economista e ambasciatore statunitense (n. 1915)
- 1998 - Josef Crha, calciatore cecoslovacco (n. 1927)
- 1998 - Augusta Guidetti, docente, scrittrice e giornalista italiana (n. 1908)
- 1998 - Cesare Pollastri, liutaio italiano (n. 1925)
- 1998 - Ralf Reichenbach, pesista tedesco (n. 1950)
- 1999 - Paul Bairoch, storico e economista belga (n. 1930)
- 1999 - Heinz Schubert, attore tedesco (n. 1925)
- 1999 - Michel Seuphor, critico d'arte, storico dell'arte e pittore belga (n. 1901)
- 2000 - Giorgio Carta, manager italiano (n. 1914)
- 2000 - Egidio Giaroli, scultore italiano (n. 1912)
- 2000 - Screamin' Jay Hawkins, cantante, attore e compositore statunitense (n. 1929)
- 2000 - Tom Landry, giocatore di football americano e allenatore di football americano statunitense (n. 1924)
- 2000 - Oliver, cantante statunitense (n. 1945)
- 2000 - Charles M. Schulz, fumettista statunitense (n. 1922)
- 2000 - Rudolf Zöhrer, calciatore austriaco (n. 1911)

## XXI secolo(163)
- 2001 - Enea Baldini, politico italiano (n. 1924)
- 2001 - Tiberio Mitri, pugile e attore cinematografico italiano (n. 1926)
- 2001 - Franco Pedroni, allenatore di calcio e calciatore italiano (n. 1926)
- 2001 - Herbert Robbins, matematico e statistico statunitense (n. 1915)
- 2001 - Kristina Söderbaum, attrice e fotografa svedese (n. 1912)
- 2002 - Vincenzo Cirrincione, vescovo cattolico italiano (n. 1926)
- 2002 - John Eriksen, calciatore danese (n. 1957)
- 2002 - Ramón Grosso, calciatore spagnolo (n. 1943)
- 2002 - Michele Pantaleone, saggista, giornalista e politico italiano (n. 1911)
- 2002 - José Travassos, calciatore portoghese (n. 1926)
- 2003 - Michel Graillier, pianista francese (n. 1946)
- 2003 - Franco Moccagatta, giornalista italiano (n. 1926)
- 2003 - Vali Myers, ballerina e pittrice australiana (n. 1930)
- 2003 - Riccardo Romano, politico italiano (n. 1922)
- 2003 - Brian Stanbridge, ufficiale inglese (n. 1924)
- 2004 - Egidio Bonfante, designer italiano (n. 1922)
- 2004 - Martin Booth, scrittore e poeta britannico (n. 1944)
- 2004 - Costantino De Andreis, calciatore italiano (n. 1925)
- 2004 - Věra Suchánková, pattinatrice artistica su ghiaccio cecoslovacca (n. 1932)
- 2004 - Albeiro Usuriaga, calciatore colombiano (n. 1966)
- 2005 - Pierre Chevalier, regista francese (n. 1915)
- 2005 - Giorgio Cigna, incisore, scultore e pittore italiano (n. 1939)
- 2005 - Sabet El-Batal, calciatore egiziano (n. 1953)
- 2005 - Marinus van der Goes van Naters, politico olandese (n. 1900)
- 2005 - Brian Kelly, attore statunitense (n. 1931)
- 2005 - Sammi Smith, cantante statunitense (n. 1943)
- 2005 - Rafael Vidal, nuotatore e commentatore televisivo venezuelano (n. 1964)
- 2006 - Charis Juničev, nuotatore sovietico (n. 1931)
- 2006 - Korbinian Viechter, militare tedesco (n. 1914)
- 2007 - Georg Buschner, calciatore e allenatore di calcio tedesco orientale (n. 1925)
- 2007 - Cleto Corrain, antropologo e presbitero italiano (n. 1921)
- 2007 - Ellen Hanley, attrice teatrale statunitense (n. 1926)
- 2007 - Erik Mejlo, calciatore norvegese (n. 1945)
- 2007 - Eli Riva, scultore italiano (n. 1921)
- 2007 - Aldo Visalberghi, pedagogista, politico e partigiano italiano (n. 1919)
- 2007 - Shang Fa Yang, biochimico e botanico taiwanese (n. 1932)
- 2007 - František Štěpán, calciatore cecoslovacco (n. 1920)
- 2008 - Oscar Brodney, sceneggiatore statunitense (n. 1907)
- 2008 - Anatolij Ivanovič Gribkov, militare sovietico (n. 1919)
- 2008 - David Groh, attore statunitense (n. 1939)
- 2008 - Imad Mugniyah, terrorista e militare libanese (n. 1962)
- 2008 - Badri Patarkatsishvili, imprenditore e politico georgiano (n. 1955)
- 2008 - Jean Prouff, allenatore di calcio e calciatore francese (n. 1919)
- 2009 - Giacomo Bulgarelli, calciatore italiano (n. 1940)
- 2009 - Alison Des Forges, storica e attivista statunitense (n. 1942)
- 2009 - Nicola Filacuridi, tenore italiano (n. 1920)
- 2009 - Lis Hartel, cavallerizza danese (n. 1921)
- 2009 - Hugh Leonard, drammaturgo, sceneggiatore e saggista irlandese (n. 1926)
- 2010 - Petar Borota, calciatore jugoslavo (n. 1952)
- 2010 - Lisa Daniels, attrice, produttrice cinematografica e produttrice televisiva britannica (n. 1930)
- 2010 - Gino Gardassanich, calciatore italiano (n. 1922)
- 2010 - Werner Krämer, calciatore tedesco (n. 1940)
- 2010 - Nodar Kumarit'ashvili, slittinista georgiano (n. 1988)
- 2010 - Miro Mihovilović, pallanuotista jugoslavo (n. 1915)
- 2010 - Luis Molowny, allenatore di calcio e calciatore spagnolo (n. 1925)
- 2010 - Leroy Nash, criminale statunitense (n. 1915)
- 2010 - Giovanni Pugliese Carratelli, storico italiano (n. 1911)
- 2011 - Edson Bispo dos Santos, cestista e allenatore di pallacanestro brasiliano (n. 1935)
- 2011 - Giorgio Castellani, regista e sceneggiatore italiano (n. 1953)
- 2011 - Gino Cimoli, giocatore di baseball statunitense (n. 1929)
- 2011 - Betty Garrett, attrice statunitense (n. 1919)
- 2011 - Rosanna Gusmano, medica italiana (n. 1928)
- 2011 - Fedor den Hertog, ciclista su strada e pistard olandese (n. 1946)
- 2011 - Kenneth Mars, attore e doppiatore statunitense (n. 1935)
- 2011 - Peter Alexander, attore, cantante e showman austriaco (n. 1926)
- 2011 - Joanne Siegel, modella statunitense (n. 1917)
- 2012 - Zina Bethune, attrice statunitense (n. 1945)
- 2012 - Guido Cappelloni, politico italiano (n. 1925)
- 2012 - David Kelly, attore irlandese (n. 1929)
- 2012 - Elena Kittnarová, soprano slovacco (n. 1931)
- 2012 - Francesco Picardi, politico italiano (n. 1928)
- 2012 - Onofrio Pirrotta, giornalista italiano (n. 1941)
- 2012 - Carlo Sartori, autore televisivo, dirigente d'azienda e critico televisivo italiano (n. 1946)
- 2012 - Lim Seng Kong, calciatore e giocatore di calcio a 5 malese (n. 1970)
- 2012 - Pasquale Verrusio, pittore, scultore e incisore italiano (n. 1935)
- 2012 - Gianni Williams, attore e doppiatore italiano (n. 1941)
- 2013 - Mafalda Codan, insegnante italiana (n. 1926)
- 2013 - Christopher Dorner, poliziotto e criminale statunitense (n. 1979)
- 2013 - Manfredo Manfredi, politico italiano (n. 1928)
- 2013 - Luigi Poli, generale e politico italiano (n. 1923)
- 2013 - Rita Ridley, mezzofondista britannica (n. 1946)
- 2013 - Frank Seator, calciatore liberiano (n. 1975)
- 2013 - Sattam bin 'Abd al-'Aziz Al Sa'ud, principe e politico saudita (n. 1941)
- 2014 - Forman S. Acton, informatico statunitense (n. 1920)
- 2014 - Freak Antoni, cantautore, scrittore e attore italiano (n. 1954)
- 2014 - Luigi Balzarini, calciatore italiano (n. 1935)
- 2014 - Sid Caesar, comico, personaggio televisivo e sceneggiatore statunitense (n. 1922)
- 2014 - Maggie Estep, scrittrice, poetessa e musicista statunitense (n. 1963)
- 2014 - Theodor Kleine, canoista tedesco (n. 1924)
- 2014 - John Poppitt, calciatore inglese (n. 1923)
- 2014 - Iginio Rogger, presbitero e storico italiano (n. 1919)
- 2014 - Josef Röhrig, calciatore tedesco (n. 1925)
- 2014 - Corrado Viciani, calciatore e allenatore di calcio italiano (n. 1929)
- 2015 - Steve Strange, cantante e attore britannico (n. 1959)
- 2015 - Dušan Jakomin, giornalista, saggista e etnografo italiano (n. 1925)
- 2015 - Jean Lechantre, calciatore francese (n. 1922)
- 2015 - Movita, attrice statunitense (n. 1916)
- 2015 - Nik Abdul Aziz Nik Mat, politico malese (n. 1931)
- 2015 - Gary Owens, attore e doppiatore statunitense (n. 1934)
- 2015 - Nina Zaznobina, cestista sovietica (n. 1927)
- 2015 - Cornelis Pieter van den Hoek, partigiano olandese (n. 1921)
- 2016 - Dominique D'Onofrio, calciatore e allenatore di calcio belga (n. 1953)
- 2016 - Eugenio Fantini, calciatore e allenatore di calcio italiano (n. 1932)
- 2016 - Bergljot Hobæk Haff, scrittrice norvegese (n. 1925)
- 2016 - Johnny Lattner, giocatore di football americano statunitense (n. 1932)
- 2016 - Henri Rey, cestista francese (n. 1932)
- 2017 - Samuel Arday, allenatore di calcio ghanese (n. 1945)
- 2017 - Anselmo Boldrin, politico e avvocato italiano (n. 1921)
- 2017 - Al Jarreau, cantante statunitense (n. 1940)
- 2017 - Albert Malbois, vescovo cattolico francese (n. 1915)
- 2017 - Anna Marguerite McCann, archeologa e storica dell'arte statunitense (n. 1933)
- 2017 - Giusto Pio, violinista, compositore e arrangiatore italiano (n. 1926)
- 2018 - Ursula Marvin, geologa statunitense (n. 1921)
- 2018 - Bill Crider, scrittore statunitense (n. 1941)
- 2018 - Leo Falcam, politico micronesiano (n. 1935)
- 2018 - Giuseppe Galasso, storico, giornalista e politico italiano (n. 1929)
- 2018 - Louise Latham, attrice statunitense (n. 1922)
- 2018 - Giovanna Sorbi, direttrice d'orchestra, pianista e compositrice italiana (n. 1959)
- 2019 - Gordon Banks, calciatore inglese (n. 1937)
- 2019 - Alex Grossmann, fisico croato (n. 1930)
- 2019 - Lyndon LaRouche, politico e attivista statunitense (n. 1922)
- 2019 - Pedro Morales, wrestler portoricano (n. 1942)
- 2019 - Hans-Dieter Niedlich, cestista e allenatore di pallacanestro tedesco (n. 1940)
- 2019 - Bisi Silva, critica d'arte nigeriana (n. 1962)
- 2020 - Geert Hofstede, antropologo e psicologo olandese (n. 1928)
- 2020 - John Loridon, cestista belga (n. 1937)
- 2020 - Tamás Wichmann, canoista ungherese (n. 1948)
- 2021 - Gianni Beschin, arbitro di calcio e dirigente sportivo italiano (n. 1953)
- 2021 - Celso Guity, calciatore honduregno (n. 1955)
- 2021 - Paolo Isotta, critico musicale, musicologo e scrittore italiano (n. 1950)
- 2021 - Maurizio Mattei, arbitro di calcio italiano (n. 1942)
- 2021 - Bernard Nsayi, vescovo cattolico della Repubblica del Congo (n. 1943)
- 2021 - Christopher Pennock, attore statunitense (n. 1944)
- 2021 - Lynn Stalmaster, casting director statunitense (n. 1927)
- 2021 - Wolfgang Wenzel, astronomo tedesco (n. 1929)
- 2021 - Kenjiro Yoshigasaki, artista marziale giapponese (n. 1951)
- 2022 - Tomás Osvaldo González Morales, vescovo cattolico cileno (n. 1935)
- 2022 - Ivan Reitman, regista e produttore cinematografico slovacco (n. 1946)
- 2022 - Galina Šamraj, ginnasta sovietica (n. 1931)
- 2023 - Vadim Jusupovič Abdrašitov, regista russo (n. 1945)
- 2023 - Yousef Al-Salem, calciatore saudita (n. 1985)
- 2023 - Roger Bobo, suonatore di tuba e direttore d'orchestra statunitense (n. 1938)
- 2023 - Francesco Brusco, poeta italiano (n. 1939)
- 2023 - Amazonino Mendes, politico brasiliano (n. 1939)
- 2023 - Umberto Provasi, calciatore e allenatore di calcio italiano (n. 1938)
- 2023 - Luciano Ratto, alpinista italiano (n. 1932)
- 2023 - Alan Wurzburger, cantautore italiano (n. 1955)
- 2024 - Paul-Siméon Ahouanan Djro, arcivescovo cattolico ivoriano (n. 1952)
- 2024 - Luigi Ferri, superstite dell'Olocausto italiano (n. 1932)
- 2024 - Mounir Hamoud, calciatore marocchino (n. 1985)
- 2024 - Robert Huscher, bobbista statunitense (n. 1938)
- 2024 - Ugo Intini, politico e giornalista italiano (n. 1941)
- 2024 - Zdenko Morovic, calciatore venezuelano (n. 1966)
- 2024 - Vincenzo Siniscalchi, avvocato e politico italiano (n. 1931)
- 2024 - Giovanni d'Artegna, scultore italiano (n. 1928)
- 2025 - Ana Ambrazienė, ostacolista e velocista lituana (n. 1955)
- 2025 - Tony Bedeau, calciatore grenadino (n. 1979)
- 2025 - Marlies Dölle, cestista tedesca (n. 1934)
- 2025 - Ali Gagarin, calciatore sudanese (n. 1949)
- 2025 - Barthold Halle, drammaturgo e direttore teatrale norvegese (n. 1925)
- 2025 - Mamadou Jimi Mbaye, chitarrista senegalese (n. 1957)
- 2025 - Simon Mawer, scrittore e insegnante britannico (n. 1948)
- 2025 - Giuseppe Verucchi, arcivescovo cattolico italiano (n. 1937)

## Senza anno specificato(2)
- Ermengarda de Beaumont, regina (n. 1170)
- Ombelina di Jully, badessa francese